# Gabalusok
Gabalusok, ókori gall nép Aquitaniában, az arvenusoktól délre, a Cevenna hegység közt a mai Gévaudanban. Bányászattal és állattenyésztéssel foglalkoztak, Julius Caesar a „De bello Gallico” című művében tesz említést róluk.